# Цзиньпин (горы)
Горы Цзиньпи́н (кит. упр. 锦屏山, пиньинь Jǐnpíngshān, палл. Цзиньпиншань) — короткий горный хребет с севера на юг на юго-западе провинции Сычуань, Китай. Горы Цзиньпин расположены в уездах Яньюань и Мяньнин Ляншань-Ийского автономного округа. Этот горный хребет примечателен излучиной Цзиньпин, где река Ялунцзян обтекает весь хребет Цзиньпин. Горы Цзиньпин, которые иногда считают большим горным массивом, составляют примерно 80 км в длину и всего 15 км в ширину.

## Геология
Горы Цзиньпин являются частью сложного тектогенного комплекса, возникшего в результате столкновения Индийского субконтинента с Евразийской плитой и сопротивления плиты Янцзы на востоке. Горы в основном состоят из триасового мрамора.

## География
Горы Цзиньпин скалистые и возвышаются почти на 3000 м над рекой Ялунцзян с обеих сторон. Они являются частью Сино-Тибетских гор, которые переходят между Тибетским нагорьем на северо-западе и Юньнань-Гуйчжоуским нагорьем на юго-востоке. Цзиньпин иногда классифицируют как южную часть гор Шалулишань, входящих в хребет Хэндуан. Река Ялунцзян отделяет горы Цзиньпин от гор Дасюэшань на севере.
Самая высокая вершина гор Цзиньпин поднимается до 4420 м над уровнем моря и имеет относительную высоту вершины 1630 м. Эта вершина также известна на китайском языке как гора Цзиньпин (锦屏山), поскольку в китайском языке слова не изменяются по числам, и слово «гора» (山) может относиться как к одной горе, так и ко всему горному хребту.
После юго-восточного течения река Ялунцзян отклоняется на 80 км к северу вдоль западной стороны гор Цзиньпин, затем поворачивает на 180 градусов к югу вдоль восточной стороны гор, образуя впечатляющую излучину Цзиньпин, известную своим глубоким ущельем и негостеприимной местностью.

## Использование человеком
Вертикальный рельеф и 300-метровый перепад реки Ялунцзян по обе стороны гор Цзинпин делают их оптимальным источником гидроэнергии. Плотина Цзиньпин-I на западной стороне гор Цзиньпин является самой высокой плотиной в мире, ее высота составляет 305 м. Плотина Цзиньпин-II, расположенная немного ниже по течению, отводит воду реки Ялунцзян почти на 17 км под горами Цзиньпин к восточной стороне излучины. Для строительства электростанции Цзиньпин-II под горами было выкопано более 13,2 миллиона м3 грунта. Всего через горы Цзиньпин было пробурено семь туннелей на глубинах до 2525 м под горными вершинами, включая четыре водозаборных туннеля, два вспомогательных туннеля и один строительный дренажный туннель.
Подземная лаборатория Цзиньпин была построена вдоль самого южного туннеля Цзиньпин-II через горы Цзиньпин. Это учреждение специализируется на исследовании темной материи, поскольку расположено глубоко под землей и защищено от космических лучей.